# Frandzeskianá Metóchia
Frandzeskianá Metóchia, en grec moderne : Φραντζεσκιανά Μετόχια, est un village du dème de Réthymnon, en Crète, en Grèce. Selon le recensement de 2011, la population de Frandzeskianá Metóchia compte 250 habitants. Le village est situé à une altitude de 210 m et à 12,5 km de Réthymnon.

## Recensements de la population
| Recensements | 1900 | 1920 | 1928 | 1940 | 1951 | 1961 | 1971 | 1981 | 1991 | 2001 | 2011 |
| ------------ | ---- | ---- | ---- | ---- | ---- | ---- | ---- | ---- | ---- | ---- | ---- |
| Population   | 352  | 297  | 281  | 323  | 284  | 280  | 212  | 216  | -    | 264  | 250  |